# ATVO
ATVO S.p.A., sigla di Azienda Trasporti Veneto Orientale, è un'azienda di trasporto pubblico operante nella città metropolitana di Venezia e in alcuni comuni della provincia di Treviso. La società ha sede a San Donà di Piave.

## L'azienda

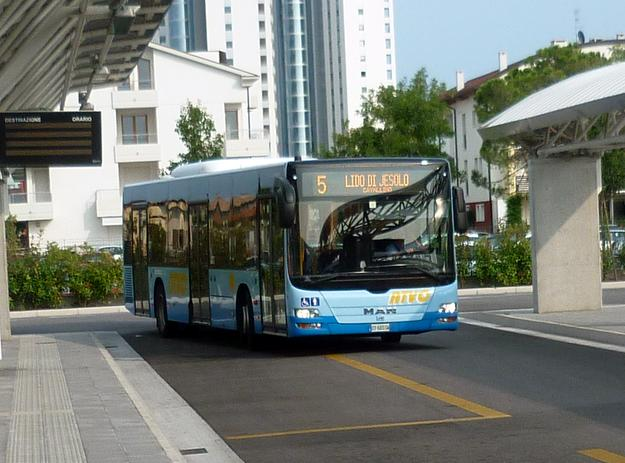
Man Lion's City all'autostazione di Jesolo

L'azienda ha per soci pubblici la provincia di Venezia e i ventuno comuni del Veneto Orientale, mentre le società Dolomitibus, ATAP e ACTV rappresentano i soci privati.
ATVO è attiva a livello urbano, operando con i propri servizi urbani nei comuni di Jesolo e San Donà di Piave. Tuttavia la maggior parte dei servizi si rivolge al settore extraurbano, collegando con numerose linee importanti città del Veneto Orientale espletando il servizio fino a Latisana, in Friuli-Venezia Giulia. Le città principali che l'azienda serve sono Venezia, San Donà di Piave, Portogruaro e Treviso, nonché le località balneari di Jesolo, Caorle, Eraclea Mare, Cavallino-Treporti, Bibione, Lignano ed altri centri minori dell'entroterra veneto. L'azienda effettua anche servizi di noleggio (con veicoli in versione Gran turismo), scuolabus in tutto il territorio sandonatese ed altri trasporti atipici.
Nel periodo estivo è inoltre attivo un servizio extraurbano che collega Jesolo con Milano passando per Brescia, Verona, Vicenza e Padova.

## La storia

### Fap
Fondata nel 1928 come Autoservizi Fratelli Ferrari di Antonio di Fossalta di Piave, la società ottenne l'anno successivo la concessione della linea San Donà-Cavazuccherina cui si aggiunse la Cavazuccherina-Punta Sabbioni.
Negli anni trenta, dopo aver esteso le proprie linee anche nel mestrino, l'azienda acquisì il garage Vittoria di Mestre mutando denominazione in Autoservizi Vittoria Fap fino alla fine della seconda guerra mondiale.
Nel 1945 fu inaugurata la linea Venezia-Roma, supplendo la mancanza di collegamenti ferroviari con la capitale.

## Storia delle partecipazioni sociali

### Jtaca
Jtaca, di proprietà del comune di Jesolo, fu costituita nel 1998 per esercire il collegamento marittimo Jesolo-Venezia.
I soci originari avrebbero dovuto essere la Jesolo Turismo S.p.A., l'Aci Venezia e ATVO, da cui l'acronimo del nome, ma al momento della istituzione ATVO non entrò nella compagine sociale che inizialmente fu composta dai primi due soci con il 51% di Jtaca e il 49% di ACI.
Nel 2000 Jtaca attuò un aumento di capitale riservato all'ATVO; nel 2002 uscì ACI e, dopo una serie di passaggi di quote, entrò il comune di Jesolo.
La società gestisce i parcheggi di Jesolo, la linea fluviale il vaporetto del Piave ed i trenini gommati.
Il sodalizio con ATVO continuò fino a quando il comune di Jesolo decise di trasformarla in società in house acquisendo il 100% delle quote.

## Parco mezzi
Il parco mezzi è composto da 301 autobus.

## Depositi

### Depositi principali
- San Donà di Piave
- Portogruaro
- Jesolo

### Depositi minori
- Tessera
- Caorle
- Oderzo
- Punta Sabbioni
- Bibione
- Latisana
- Eraclea
- Eraclea Mare